# Merchant Marine Mediterranean-Middle East War Zone Medal
La Merchant Marine Mediterranean-Middle East War Zone Medal est une décoration civile de la marine marchande des États-Unis. Elle a été créée par une loi du Congrès américain le 10 mai 1944.

## Conditions d'obtention
La décoration est décernée aux officiers et hommes de navires exploités par la War Shipping Administration pour le service dans la zone de guerre Méditerranée-Moyen-Orient entre le 7 décembre 1941 et le 8 novembre 1945. 

Ce théâtre d'opérations comprend la Mer Méditerranée,la Mer Rouge, la Mer d'Oman et l'Océan Indien à l'ouest du quatre-vingtième degrés de longitude Est.

## Conception
Avant 1992, cette médaille n'était qu'un ruban de décoration uniquement; autrefois connu sous le nom de la Merchant Marine Mediterranean-Middle East War Zone Bar.
Le 19 mai 1992, le département américain des Transports a annoncé la disponibilité de nouvelles médailles pour les marins civils de la marine marchande, en reconnaissance de leur service durant la Seconde Guerre mondiale, la guerre de Corée et la guerre du Viêt Nam. Les médailles sont émises en complément des rubans de zone de guerre précédemment accordés aux civils qui ont soutenu les marins de la nation des forces armées durant ces guerres.
La conception de la nouvelle médaille est composée d'un bouclier et d'une ancre symbolisant un service maritime fort. Les paumes suggèrent la région méditerranéenne et le Moyen-Orient tout en indiquant la victoire et de réussite.

## Sources
- (en) Cet article est partiellement ou en totalité issu de l’article de Wikipédia en anglais intitulé « Merchant Marine Mediterranean-Middle East War Zone Medal » (voir la liste des auteurs).